# Ylodes
Ylodes – owad, chruścik z rodziny Leptoceridae. Larwy prowadzą wodny tryb życia,  budują przenośne domki ze spiralnie ułożonych fragmentów detrytusu (podobnie jak larwy Phryganea, jednakże znacznie mniejsze). Dzięki długim odnóżom trzeciej pary, zaopatrzonym w długie włoski, larwy są zdolne pływać wraz z domkiem. Ułatwia to przemieszczanie się między roślinami wodnymi. Do aktywnego pływania wraz z domkiem zdolne są także larwy z rodzajów: Triaenodes, Leptocerus. Pomimo możliwości okresowego pływania larwy zaliczane są do bentosu, a nie nektonu czy planktonu.
Gatunki z rodzaju Ylodes występują w rzekach oraz wodach stojących. Nie należą do gatunków pospolitych.
Gatunki występujące w Polsce (niektóre wcześniej zaliczane były do rodzaju Triaenodes):
- Ylodes conspersus (Rambur, 1842)
- Ylodes detruncatus (Martynov, 1924)
- Ylodes kawraiskii (Martynov, 1924)
- Ylodes reuteri (McLachlan, 1880)
- Ylodes simulans (Tieder, 1929)